# Simbol de pericol
Simbolurile de pericol sunt pictograme speciale standardizate care trebuie aplicate de obicei pe etichetele produselor din industria chimică. Ele oferă unele detalii despre pericolele care există la folosirea, manipularea, transportarea și depozitarea produselor respective.

## Simbolurile din Uniunea Europeană
Simbolurile de pericol sunt folosite și standardizate în Uniunea Europeană.
| Simbol                   | Semnificație (Definiție și precauție) | Exemple                                                            |
| ------------------------ | --- | ------------------------------------------------------------------ |
| C Coroziv                | Clasificare: Aceste produse chimice cauzează distrugeri la nivelul țesuturilor vii și/sau la materialele inerte. Precauție: Nu inhalați și evitați contactul cu pielea, ochii și îmbrăcămintea. | - Acid clorhidric - Acid fluorhidric - Hidroxid de potasiu         |
| E Explosiv               | Clasificare: Substanțe sau amestecuri care pot exploda sub acțiunea unei flame sau care sunt mai sensibile la șocuri sau frecare decât dinitrobenzenul. Precauție: evitați sursele de șoc, frecare, foc sau căldură. | - Nitroglicerina - fluor                                           |
| O Oxidant                | Clasificare: Substanțe care au capacitatea de a incendia alte substanțe, facilitând combustia și împiedicând oprirea focului. Precauție: evitați aducerea lor în contact cu materialele combustibile. | - Oxige - Azotat de potasiu - Apă oxigenată                        |
| F Inflamabil             | Clasificare: Substanțe și amestecuri: - Líquidos con un punto de inflamación inferior a 21ºC, pero que NO son altamente inflamables. - Sustancias sólidas y preparaciones que por acción breve de una fuente de inflamación pueden inflamarse fácilmente y luego pueden continuar quemándose ó permanecer incandescentes, o gaseosas, inflamables en contacto con el aire a presión normal, o que, en contacto con el agua o el aire húmedo, desenvuelven gases fácilmente inflamables en cantidades peligrosas; Precauție: evitați contactul cu materialele ignitive (aerul, apa). | - Benzen - Etanol - Acetonă                                        |
| F+ Extrem de inflamabil  | Clasificare: Lichide cu un punct de flamă sub 0 °C și cu un punct de fierbere de maxim 35 °C. Gaze și amestecuri de gaze care, la presiune și temperatură normală, sunt inflamabile în aer. Precauție: evitați contactul cu materialele ignitive (aerul, apa). | - Hidrogen - Etină - Eter etilic                                   |
| T Toxic                  | Clasificare: Substanțe și amestecuri care, inhalate, ingerate sau ajunse pe piele, pot presupune probleme de sănătate acute sau cronice. Precauție: orice contact cu corpul uman trebuie evitat. | - Clorură de bariu - Monoxid de carbon - Metanol                   |
| T+ Foarte toxic          | Clasificare: Substanțe care, inhalate, ingerate sau ajunse pe piele, provoacă grave probleme de sănătate, incluzând chiar și moartea. Precauție: orice contact cu corpul uman trebuie evitat. | - Cianură - Trioxid de arsen - Nicotină - Mercuri - Plumb - Cadmiu |
| Xi Iritant               | Clasificare: Substanțe și amesteucri care, prin contactul imediat, prelungit sau repetat cu pielea sau mucoasele, pot provoca o reacție inflamatorie. Precauție: evitați contactul direct cu corpul. | - Clorură de calciu - Carbonat de sodiu                            |
| Xn Nociv                 | Clasificare: Substanțe și amestecuri care, prin inhalare, ingerare sau prin contactul cu pielea, pot afecta sănătatea temporal sau alergic. Precauție: evitați contactul direct cu corpul și inhalarea vaporilor. | - Etanal - Diclorometan - Clorură de potasiu - Leșie               |
| N Periculos pentru mediu | Definiție: Contactul acestor substanțe cu mediul înconjurător poate provoca daune în cadrul unui ecosistem, pe termen lung sau scurt. Manipulare: datorită pericolului, nu trebuie aruncate la canal, lăsate la soare sau în mediul înconjurător. | - Benzen - Cianură de potasiu - Lindan                             |